# Haludaria
Haludaria – rodzaj słodkowodnych ryb z rodziny karpiowatych (Cyprinidae).

## Występowanie
Indie.

## Klasyfikacja
Gatunki zaliczane do tego rodzaju:
- Haludaria afasciata
- Haludaria fasciata – brzanka pręgowana[2]
- Haludaria kannikattiensis
- Haludaria melanampyx

Gatunkiem typowym jest Cirrhinus fasciatus (H. fasciata).